# João de Castro do Canto e Melo (jornalista)
João de Castro do Canto e Melo (Angra do Heroísmo, 26 de Maio de 1875 -?) foi um jornalista português e funcionário da Secretaria da Câmara Municipal de Angra do Heroísmo. 
Como jornalista colaborou em vários jornais dos Açores, tendo sido correspondente do jornal "O Arauto", que se publicava em New Bedford, Estados Unidos da América.